# Enskild järnväg
En enskild järnväg är en järnväg som ägs och drivs av ett järnvägsaktiebolag, till skillnad från stam- och statsbanor som uppförs av staten. Ett annat etablerat epitet är privatbanor, men det kan leda tanken fel: Ägarbilden för de enskilda järnvägarna kunde vara mycket skiftande. Ofta fanns privata intressenter, antingen företag eller kapitalstarka privatpersoner och i vissa fall inrättades banorna som helägda dotterbolag till företag med stora transportbehov. Men regeln var snarare att dessa järnvägsaktiebolag helt eller delvis ägdes av städer och andra kommunala subjekt längs banan, som på det sättet såg att gynna sin tillväxt genom att dra produktion och kommers till sig.
Man brukar särskilja små- och industribanor från enskilda järnvägar. Enskilda järnvägar var i regel större och krävde koncession - ett medgivande - från staten för att kunna byggas. Till koncessionen fanns det dessutom vissa krav, man blev till exempel tvungen att erbjuda ett visst antal avgångar med passagerartåg i veckan. Småbanor och industrijärnvägar är mindre och genom sin begränsade funktion i regel befriade från kravet på koncession. 
Staten var också ofta inblandad som långivare och ibland också genom direkta bidrag. I flera fall betalade man till exempel skillnaden mellan smalspår och normalspår, för att därmed underlätta militära transporter till strategiska punkter. Kravet för statliga lånen var möjligheten att lösa in företaget. Ett framtida förstatligande var ofta underförstått, särskilt när det gäller de normalspåriga banorna.
Förstatligade av enskilda bolag skedde redan på 1800-talet, exempelvis förstatligades en rad järnvägar mellan Malmö och Göteborg år 1896 för att bilda den statliga Västkustbanan. I andra fall gick järnvägsaktiebolag omkull och staten kunde då som stor fordringsägare överta ägandet, varpå man antingen sålde bolaget vidare eller inlemmade det i SJ. År 1939 tog Sveriges riksdag ett beslut om ett allmänt förstatligande av Sveriges järnvägar, vilket genomfördes successivt under de följande åren. Många bolag uppvisade dålig lönsamhet, med eftersatt underhåll och föråldrad rullande material som följd och i regel behövde staten bara betala en nominell summa per aktie. För mycket lönsamma järnvägsbolag, kunde inlösen dock bli kostsam för staten. Många av järnvägarna lades snabbt ner inför konkurrensen från den tilltagande landsvägstrafiken, särskilt gäller det smalspåriga system.

### Fotnoter
1. ↑  Niklas Ingmarsson (13 september 2006). ”150 år på räls” (på svenska). Populär historia. https://popularhistoria.se/teknik/trafik/150-ar-pa-rals. Läst 5 oktober 2018.